# Волтер А. Елвелл
Волтер Александер Елвелл (29 квітня 1937 — 4 березня 2025) — євангельський богословський теоретик. Найвідоміший завдяки своїй редакційній роботі, що налічує кілька євангельських стандартних довідників. Він викладав у Вітонському коледжі в Іллінойсу в 1975—2003 роках до виходу на пенсію, і тепер є почесним професором Біблії та богослов'я в тому ж коледжі.
Елвелл навчався у Вітонському коледжі, де здобув ступінь бакалавра та магістра. Він отримав ступінь доктора філософії в 1970 році від Единбурзького університету провівши час у Університеті Чикаго та Університеті Тюбінгена. Він консультував Асоціацію євангельських християнських видавців та Євангельський книжковий клуб. Він також є членом Товариства біблійної літератури, Інституту біблійних досліджень, Євангельського богословського товариства та Чиказького товариства біблійних досліджень. Він викладав грецьку мову в Норт-Паркському коледжі в Чикаго, і був професором Біблії в Белхавенському коледжі в Джексоні у Міссісіпі.
Елвелл народився в Маямі на Флориді. Він одружений з Мартою.

## Вибрані твори
Книги Волтера Елвелла перекладені російською мовою:
- «Евангельский словарь Библейского богословия» виданий 2000 року[3] і перевиданий 2004 року[4] видавництвом «Библия для всех» ISBN 5-7454-0907-х; 1232 стор.
- Теологический энциклопедический словарь (Evangelical Dictionary of Theology); Духовное возрождение; 2003; стр. 1468; ISBN 5-87727-030-3, 0-8010-3413-2, 0-85364-689-9
- у спіредагуванні з Філіппом Камфортом - "Большой библейский словарь", Библия для всех: 2005, ISBN: 9785745411694, 1520 сторінок, - видання містить понад 5800 статей та біля 100 мап[5]

### Книги
- editor (1989). The Concise Dictionary of the Christian Tradition. Grand Rapids: Zondervan.
- editor (1991). Baker Topical Guide to the Bible: New International Version. Baker Reference Library. Grand Rapids: Baker Academic.
- editor (1996). Evangelical Dictionary of Biblical Theology. Grand Rapids: Baker Academic.
- editor (1997). Baker Encyclopedia of the Bible (4 vols). Grand Rapids: Baker Academic.
- у співавторстві з Yarbrough, Robert W. (1998). Readings from the First-Century World: Primary Sources for New Testament Study. Baker Academic.
- editor (2001). Evangelical Dictionary of Theology. Baker Reference Library (2nd editor). Grand Rapids: Baker Academic. ISBN 978-0-801-02075-9. — first published 1984
- editor (2001). Baker Commentary on the Bible. Baker Reference Library. Grand Rapids: Baker Academic.
- editor (2001). Baker Theological Dictionary of the Bible. Baker Reference Library. Grand Rapids: Baker Academic.
- у співавторстві з Yarbrough, Robert W. (2005). Encountering the New Testament: A Historical and Theological Survey (2nd editor). Baker Academic.
- у співавторстві з Comfort, Philip W., eds. (2008). Tyndale Bible Dictionary. Tyndale Reference Library. Carol Stream, IL: Tyndale House Publishers.
- editor (2012). Topical Analysis of the Bible: A Survey of Essential Christian Doctrines. Peabody, MA: Hendrickson Publishers. ISBN 978-1-6197-0026-0